# Pavel Složil
Pavel Složil (Opava, 29 dicembre 1955) è un ex tennista e allenatore di tennis ceco.

## Carriera
Ha ottenuto migliori risultati nel doppio, in questa specialità ha vinto trentadue tornei ed ha raggiunto la quarta posizione mondiale nel febbraio 1985.
Nei tornei dello Slam il risultato migliore è la finale del Open di Francia 1984, raggiunta in coppia con Tomáš Šmíd.
Nel doppio misto ha ottenuto buoni risultati con la connazionale Renáta Tomanová, insieme hanno vinto infatti il Roland Garros 1978. 
In Coppa Davis ha giocato quindici match con la squadra ceca e ha contribuito alla conquista del titolo nel 1980.

## Statistiche

### Doppio

#### Vittorie (32)
| N.  | Anno | Torneo                                                 | Superficie  | Compagno          | Avversari in finale               | Punteggio               |
| 1.  | 1981 | ATP Firenze, Firenze                                   | Terra rossa | Raúl Ramírez      | Paolo Bertolucci Adriano Panatta  | 6–3, 3–6, 6–3           |
| 2.  | 1981 | U.S. Pro Tennis Championships, Boston                  | Terra rossa | Raúl Ramírez      | Hans Gildemeister Andrés Gómez    | 6–4, 7–6                |
| 3.  | 1982 | Genoa WCT, Genova                                      | Sintetico   | Tomáš Šmíd        | Mike Cahill Buster Mottram        | 6–7, 7–5, 6–3           |
| 4.  | 1982 | Brussels Indoor, Bruxelles                             | Cemento (i) | Sherwood Stewart  | Tracy Delatte Chris Dunk          | 6–4, 6–7, 7–5           |
| 5.  | 1982 | Madrid Tennis Grand Prix, Madrid                       | Terra rossa | Tomáš Šmíd        | Heinz Günthardt Balázs Taróczy    | 6–1, 3–6, 9–7           |
| 6.  | 1982 | Hamburg Masters, Amburgo                               | Terra rossa | Tomáš Šmíd        | Anders Järryd Hans Simonsson      | 6–4, 6–3                |
| 7.  | 1982 | Geneva Open, Ginevra                                   | Terra rossa | Tomáš Šmíd        | Carl Limberger Mike Myburg        | 6–4, 6–0                |
| 8.  | 1982 | Vienna Open, Vienna                                    | Sintetico   | Henri Leconte     | Mark Dickson Terry Moor           | 6–1, 7–6                |
| 9.  | 1982 | Dortmund WCT, Dortmund                                 | Sintetico   | Tomáš Šmíd        | Mike Cahill Francisco González    | 6–2, 6–7, 6–1           |
| 10. | 1982 | Grand Prix de Tennis de Toulouse, Tolosa               | Cemento (i) | Tomáš Šmíd        | Jean-Louis Haillet Yannick Noah   | 6–4, 6–4                |
| 11. | 1983 | Richmond WCT, Richmond                                 | Sintetico   | Tomáš Šmíd        | Fritz Buehning Brian Teacher      | 6–2, 6–4                |
| 12. | 1983 | Delray Beach WCT, Delray Beach                         | Terra rossa | Tomáš Šmíd        | Anand Amritraj Johan Kriek        | 7–6, 6–4                |
| 13. | 1983 | Milan Indoor, Milano                                   | Sintetico   | Tomáš Šmíd        | Fritz Buehning Peter Fleming      | 6–2, 5–7, 6–4           |
| 14. | 1983 | Madrid Tennis Grand Prix, Madrid                       | Terra rossa | Heinz Günthardt   | Markus Günthardt Zoltán Kuhárszky | 6–3, 6–3                |
| 15. | 1983 | Internazionali di Tennis di Baviera, Monaco di Baviera | Terra rossa | Chris Lewis       | Anders Järryd Tomáš Šmíd          | 6–4, 6–2                |
| 16. | 1983 | Swiss Open Gstaad, Gstaad                              | Terra rossa | Tomáš Šmíd        | Colin Dowdeswell Wojciech Fibak   | 6–7, 6–4, 6–2           |
| 17. | 1983 | Austrian Open, Kitzbühel                               | Terra rossa | Wojciech Fibak    | Colin Dowdeswell Zoltán Kuhárszky | 7–5, 6–2                |
| 18. | 1983 | Swiss Indoors, Basilea                                 | Cemento (i) | Tomáš Šmíd        | Stefan Edberg Florin Segărceanu   | 6–1, 3–6, 7–6           |
| 19. | 1983 | Grand Prix de Tennis de Toulouse, Tolosa               | Cemento (i) | Heinz Günthardt   | Bernard Mitton Butch Walts        | 5–7, 7–5, 6–4           |
| 20. | 1984 | Masters Doubles WCT, Londra                            | Sintetico   | Tomáš Šmíd        | Anders Järryd Hans Simonsson      | 1–6, 6–3, 3–6, 6–1, 6–3 |
| 21. | 1984 | Milan Indoor, Milano                                   | Sintetico   | Tomáš Šmíd        | Kevin Curren Steve Denton         | 6–4, 6–3                |
| 22. | 1984 | Washington Open, Washington, D.C.                      | Terra rossa | Ferdi Taygan      | Drew Gitlin Blaine Willenborg     | 7–6, 6–1                |
| 23. | 1984 | ATP Bordeaux, Bordeaux                                 | Terra rossa | Blaine Willenborg | Loïc Courteau Guy Forget          | 6–1, 6–4                |
| 24. | 1984 | Barcelona Open, Barcellona                             | Terra rossa | Tomáš Šmíd        | Martín Jaite Víctor Pecci         | 6–2, 6–0                |
| 25. | 1984 | Swiss Indoors, Basilea                                 | Cemento (i) | Tomáš Šmíd        | Stefan Edberg Tim Wilkison        | 7–6, 6–2                |
| 26. | 1984 | Torneo Internazionale Città di Treviso, Treviso        | Terra rossa | Tim Wilkison      | Jan Gunnarsson Sherwood Stewart   | 6–2, 6–3                |
| 27. | 1985 | RMK Championships, Memphis                             | Sintetico   | Tomáš Šmíd        | Kevin Curren Steve Denton         | 1–6, 6–3, 6–4           |
| 28. | 1985 | ATP Rotterdam, Rotterdam                               | Sintetico   | Tomáš Šmíd        | Vitas Gerulaitis Paul McNamee     | 6–4, 6–4                |
| 29. | 1985 | Monte Carlo Masters, Monte Carlo                       | Terra rossa | Tomáš Šmíd        | Shlomo Glickstein Shahar Perkiss  | 6–2, 6–3                |
| 30. | 1985 | ATP Nizza, Nizza                                       | Terra rossa | Claudio Panatta   | Loïc Courteau Guy Forget          | 3–6, 6–3, 8–6           |
| 31. | 1986 | ATP Nizza, Nizza                                       | Terra rossa | Jakob Hlasek      | Gary Donnelly Colin Dowdeswell    | 6–3, 4–6, 11–9          |
| 32. | 1986 | ATP Saint-Vincent, Saint Vincent                       | Terra rossa | Libor Pimek       | Bud Cox Michael Fancutt           | 6–3, 6–3                |